# Accuracy International AW50
Le Accuracy International AW50 est un fusil anti-matériel de calibre .50 BMG conçu par Accuracy International. Il s’agit d’une version repensée du fusil de précision L96 d'Accuracy International Arctic Warfare qui est le fusil de précision standard dans les forces britanniques.

## Variantes

### Le AW50
Il est destiné à engager différents types de cibles comprenant entre autres les installations radar, les véhicules légers, les véhicules blindés légers, les fortifications de terrain, les bateaux et les dépôts de munitions. La munition standard combine des effets pénétrant, explosif et incendiaire en une seule cartouche.
Le poids de l’arme (15 kg), combiné à un frein de bouche et à un système d’amortissement hydraulique dans la crosse, confère à l’AW50F un recul relativement faible et améliore sa précision.
Le rail de visée MIL STD 1913 peut contenir divers équipements ; le viseur normal pour l’AW50 est la lunette 3-12x50 PM II de chez Schmidt & Bender avec élévation jusqu'à 1 500 m et protection laser. Les appareils de vision nocturne tels que les Simrad KN ou Hensoldt NSV 80 peuvent également être montés.

### Le AW50F
L’AW50F est une variante à crosse pliable qui utilise la cartouche multifonction Raufoss Mk 211 (explosive de calibre 50) ainsi que d’autres munitions. La plupart des fusils sont fabriqués au Royaume-Uni ; les canons proviennent de trois fabricants différents : Lothar Walther, Border et Maddco. La crosse de l'arme se plie pour une meilleure portabilité. Le fusil est doté d'un mono-pied dans la crosse et d'un bipied entièrement réglable. Quatre attaches pour sangle permettent de porter le fusil à l'épaule et à la main.
Pesant 15 kilogrammes, le fusil AW50F pèse environ quatre fois le poids d’un fusil d’assaut standard. Les munitions de calibre .50 sont également lourdes. 

## Utilisateurs
- Australie : AW50F[1]
- Allemagne : désigné G24[2],[3],[4]
- Irlande : utilisé par les tireurs ARW[5]
- Nouvelle-Zélande : utilisé par l'armée néo-zélandaise
- Malaisie : utilisé par la marine royale malaisienne PASKAL[6]
- Malte : en calibre .308 Win soit du 7,62 x51 mm Otan[réf. nécessaire]
- Portugal : AW50 utilisé par GNR (Garde nationale républicaine)[7]
- Singapour : AW50[réf. souhaitée]
- Corée du Sud : utilisé par UDT / SEAL[8]
- Thaïlande : utilisé par la marine royale thaïlandaise et la marine royale thaïlandaise[9],[10]
- Royaume-Uni : utilisé en quantités limitées par les unités EOD et UKSF[1]
- République tchèque : utilisé par la police de la République tchèque